# الکسیوسکایا (شهرستان پلستسکی، استان آرخانگلسک)
الکسیوسکایا (به لاتین: Alexeyevskaya) یک منطقهٔ مسکونی در روسیه است که در استان آرخانگلسک واقع شده‌است.